# Herb Lihuli

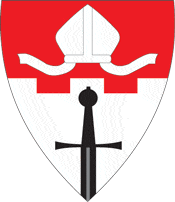

Herb Lihuli przedstawia na czerwonej, trójkątnej tarczy herbowej białe mury miejskie z trzema blankami i białą mitrą biskupią powyżej. Na tle murów umieszczony jest czarny miecz, skierowany ostrzem w dół, ostrze jest ucięte.
Herb w obecnej formie obowiązuje od 30 lipca 1996 roku.